# Минами-Алпс
 Минами-Алпс  (јап. 南アルプス市) град је у Јапану у префектури Јаманаши. Према попису становништва из 2012. у граду је живело 72.012 становника.

## Становништво
Према подацима са пописа, у граду је 2012. године живело 72.012 становника.
| 1995.  | 2000.  | 2005.  |
| ------ | ------ | ------ |
| 67.504 | 70.116 | 72.055 |